# Mike Devaney
Michael Aloysius Devaney, detto Mike (Belleville, 6 giugno 1891 – Belleville, 25 gennaio 1967), è stato un mezzofondista statunitense, specializzato nei 3000 metri piani.

## Carriera
In carriera vinse la medaglia d'oro nella corsa 3.000 metri a squadre ai Giochi Olimpici di Anversa 1920.

## Palmarès

### Olimpiadi
- Oro a Anversa 1920 nei 3000 metri piani a squadre.